# Cyril Houdayer
Cyril Houdayer (né en 1980) est un mathématicien français.

## Biographie scientifique
Houdayer étudie à partir de 2001 à l'École normale supérieure ; il soutient une thèse en 2007 à l'université Paris-Diderot sous la direction de Stefaan Vaes (titre de la thèse : « Sur la classification de certaines algèbres de von Neumann »). Il est chercheur postdoctoral jusqu'en 2009, en tant que Hedrick Assistant Professor à l'université de Californie à Los Angeles. À partir de 2009 il est chercheur CNRS, à l'École normale supérieure de Lyon jusqu'en 2013, puis à l'université Paris-Est Marne-la-Vallée en 2013-2014. Il passe une habilitation en 2013. Il est nommé professeur à l’université Paris-Sud à Orsay en 2015.
Houdayer travaille sur les algèbres de von Neumann, en théorie ergodique, en théorie géométrique des groupes et en théorie des représentations des groupes.
En 2015, il est lauréat du Grand Prix Jacques Herbrand ; depuis 2015 il est Principal Investigator de l'ERC Starting Grant GAN 637601.

## Publications (sélection)
- Cyril Houdayer, « Invariant percolation and measured theory of nonamenable groups (after Gaboriau-Lyons, Ioana, Epstein) », Séminaire Bourbaki 63e année, 2010/2011  numéro 1039 et Astérisque, no 348,‎ 2012 (lire en ligne, consulté le 12 décembre 2018).
- Cyril Houdayer, « Groupes, actions et algèbres de von Neumann », Gaz. Math., no 151,‎ 2017, p. 25-33 (lire en ligne, consulté le 12 décembre 2018).
- Rémi  Boutonnet, Cyril Houdayer et Stefaan Vaes, « Strong solidity of free Araki-Woods factors », Amer. J. Math., vol. 140, no 5,‎ 2018, p. 1231-1252 (MR 3862063).
- Rémi  Boutonnet et Cyril Houdayer, « Amenable absorption in amalgamated free product von Neumann algebras », Kyoto J. Math., vol. 58, no 3,‎ 2018, p. 583-593 (MR 3843391).